# Афанасій (Мартос)
Архієпископ Афанасій (ім'я при народженні — Антон Вікентійович Мартос; 8 вересня (21 вересня) 1904, село Завита, Слуцький повіт, Мінська губернія, Російська імперія — 3 листопада 1983, Буенос-Айрес, Аргентина) — учасник Собору білоруських єпископів у Мінську 1942 року. Після Другої світової війни — єпископ невизнаної Російської православної церкви закордоном, архієпископ Буенос-Айреський та Південно-Американський. Дослідник творчості українських церковних діячів Дмитра Туптала та Петра Могили. Доктор богослов'я.

## Життєпис
Закінчив народне училище в селі Крутий Берег, вище училище у Несвіжі, у 1925 році — гімназію у Несвіжі.
1926—1930 — навчався на православному богословському факультеті Варшавського університету.
1933 — отримав ступінь магістра богослов'я за дисертацію «Святитель Дмитрій, митрополит Ростовський, як пастир та вчитель пастирів».
4 січня 1927 року — пострижений в чернецтво з іменем «Афанасій» на честь преподобомученика Афанасія Филиповича.
29 січня 1928 — рукопокладений на ієродиякона. Наприкінці 1929 року рукопокладений в сан ієромонаха.
До червня 1930 — проповідував для російської громади в місті Благодатне поблизу Варшави, потім служив настоятелем Петропавловської церкви в місті Воломін.
Грудень 1931— намісник Яблочинського монастиря та завідувач притулку для перестарілого духовенства обителі.
Жовтень 1932 — переведений в село Турковичи, що на Холмщині.
1933 — серпень 1934 — настоятель храмів у Кильці та Радомі.
1934 — служив вихователем та інспектором в інтернаті для студентів богословського факультету Варшавського університету.
1938 — зведений в сан ігумена, потім — в сан архімандрита.
1939 — закінчив курс педагогіки на гуманітарному факультеті Варшавського університету зі ступенем доктора богослов'я за твір «Великий Катехизис Київського митрополита Петра (Могили)».
Березень 1940 — настоятель Турковицького монастиря.
Після зайняття Білорусі німецькою адміністрацією нова влада вимагала від архієпископа Пантелеймона Пантелеймона (Рожновського) створення Білоруської автокефальної церкви, незалежної від Російської церкви.
3-9 березня 1942 — архімандрит Афанасій взяв участь у Соборі білоруських єпископів у Мінську, де Білоруська автокефальна церква не була оголошена. Архімандрит Афанасій підготував проект статуту Білоруської церкви. Очолив навчальний комітет при заснованому соборі Синоді Білоруської церкви.
8 березня 1942 року — хіротонія.
У червні 1944 року, побоюючись репресій з боку більшовицької окупаційної влади, весь білоруський єпископат на чолі з митрополитом Пантелеймоном залишив Білорусь.
5 квітня 1946 — на Архієрейському Соборі в Мюнхені увійшов до складу кліру РПЦЗ.
Травень 1946 — в Мюнхені скликав Собор білоруських та українських єпископів, що емігрували із СРСР.
Вересень 1946 року — Синодом РПЦЗ призначений адміністратором та правлячим архієреєм Північно-Німецької єпархії з катедрою у Гамбурзі. Проповідував у таборах російських біженців.
1950 року — призначений єпископом Мельбурнським, вікарієм Австралійської єпархії, але поки єпископ Афанасій перебував у морському плаванні шляхом в Австралію, його перевели на Брисбенське вікарійство тієї ж єпархії. Прибув до Австралії 12 липня.
Жовтень 1953 — призначений в Туніс управителем приходами в Північній Африці. Але в Тунісі не було священика в приході, архірей виконував обов'язки священика. Через те, що йому не вдалося отримати візу, призначення було скасоване.
Лютий 1954 — призначено бути єпископом Едмонтським. Через те, що влада не дала дозвіл на в'їзд, призначення було скасоване. Весь цей час проживав у Австралії.
1956 — за власним бажанням переведений до Аргентинської та Парагвайської катедри. У кінці лютого вилетів до Буенос-Айресу. Його стараннями в Буенос-Айресі був збудований катедральний собор.
1957 — зведений в сан архієпископа.
17 серпня 1961 — нагороджений брильянтовим хрестом на клобук.
5 вересня 1969 — переведений на Австралійську та Новозеландську єпархію. Хоча сам був проти цього переводу.
23 липня 1970 — у наслідок конфлікту з вікарними єпископами, клирками та мирянами звільнений на покій і почислений за штат.
Помер 3 листопада 1983 року в Буенос-Айресі від серцевого нападу. Похований на братському цвинтарі Свято-Троїцького монастиря в Джорданвілі.